# Neodiphthera foucheri
Neodiphthera foucheri är en fjärilsart som beskrevs av Eugène Louis Bouvier 1928. Neodiphthera foucheri ingår i släktet Neodiphthera och familjen påfågelsspinnare. Inga underarter finns listade i Catalogue of Life.